# Пускепаліс Сергій Вітаутович
Сергій Вітауто (Вітаутович) Пускепаліс(15 квітня 1966 , Курськ  — 20 вересня 2022 , Ярославська область ) — радянський і російський актор та режисер театр і кіно, політичний діяч, художній керівник Ярославський театру драми імені Ф. Волкова (2019—2022), Заслужений артист РФ (1999), член Центральної Ради партії «Справедлива Росія — за правду» (2021—2022).
Внесений до бази Миротворець за свідоме порушення Державного кордону України з метою проникнення в захоплений російськими окупантами Крим, а також на територію України на Донбасі. Також співпрацював з проросійськими терористичними організаціями, брав участь у пропагандистських заходах Росії (країна-агресор) проти України, а також у спробах легалізації анексії АР Крим. Фінансував терористичні і сепаратистські сили на Донбасі.

## Життєпис
Народився 15 квітня 1966 року в Курську. Батько — литовець, мати — болгарка, родом з Молдавської РСР. Болгарською мовою не володів, а литовську мову добре знав в дитинстві, тому що батько Вітаутас часто на літо відвозив сина в Каунас, де жила його мати (бабуся Сергія, Данута).
У 1980 році разом з родиною переїхав до міста Саратова.
У 1985 році закінчив Саратовське театральне училище (курс Юрія Кисельова), після яого пройшов трирічну строкову службу в Сєвероморську, в Військово-морському флоті СРСР.
Після звільнення в запас, у 1988 році, в званні старшини першої статті, повернувся до Саратова. Більше десяти років працював актором у Саратовському театрі юного глядача ім. Ю. П. Кисельова (ТЮГу). Був одружений з Ельвірою Ігорівною Даниліною (нар. 29 вересня 1965), уродженкою Саратова, акторкою, випускницею Саратовського театрального училища, артисткою Саратовського державного академічного театру драми.
У 2001 році в Москві закінчив режисерський факультет РАТІ (ГІТІСа) (курс професора Петра Фоменка). Після випуску з РАТІ поставив у Москві п'єсу «Двадцять сім» Олексія Слаповського — ця вистава брала участь в одному з фестивалів «Балтійський дім». Згодом поставив виставу «Від червоного щура до зеленої зірки» за п'єсами О. Слаповського в Омському «П'ятому театрі». Пускепаліс і Слаповський — постійні співавтори, Сергій Пускепаліс неодноразово ставив вистави за його п'єсами.
Працював режисером у Самарському театрі «Понеділок». З травня 2003 по 2007 рік — головний режисер Магнітогорського драматичного театру ім. Олександра Пушкіна. З 2007 року — режисер-постановник Московського театру-студії п/к Олега Табакова. З червня 2009 по лютий 2010 року — головний режисер Російського державного академічного театру драми ім. Федора Волкова (Ярославль).
Для постановок вистав Сергій Пускепаліс запрошувався драматичними театрами Росії.
У кіно знімався з 2003 року. Перша роль була епізодичною — в художньому фільмі режисера Олексія Учителя «Прогулянка» (2003). З кінорежисером Олексієм Попогребським познайомився, коли приїхав на зйомки фільму «Коктебель» (2003), в якому знімався його син — Гліб Пускепаліс (нар.. 5 липня 1992, Желєзноводськ). Пізніше Попогребський запросив Сергія на головні ролі у фільмах «Прості речі» (2006) та «Як я провів цього літа» (2010).
В Магнітогорську вів курс на театральному факультеті Магнітогорської державної консерваторії ім. М. І. Глінки.
У 2015 році на кінофестивалі «Золотий абрикос» в Єревані відбулася прем'єра фільму «Клінч», який Сергій Пускепаліс зняв як кінорежисер. Це екранізація п'єси Олексія Слаповського, яку Пускепаліс ставив в Уфі.
4 грудня 2018 року призначений заступником художнього керівника МХАТ ім. Горького по творчій роботі.
У лютому 2020 року, на установчому з'їзді партії «За Правду» був обраний заступником її голови. У лютому 2021 року став членом Центральної Ради партії «Справедлива Росія — за правду» після об'єднання цих партій.

### Смерть
20 вересня 2022 року загинув у ДТП в Ярославській області. Автомобіль Ford Transit, в якому актор їхав, рухаючись по трасі M-8, вилетів на зустрічну смугу і врізався у вантажівку. Актор і водій мікроавтобуса загинули, водій вантажівки отримав поранення.

## Родина
Сім'я Сергія Пускепаліса живе в місті Желєзноводську Ставропольського краю.

## Громадянська позиція
З 2015 року відвідував ДНР, дружив з її керівником Олександром Захарченком. За твердженням письменника Захара Прилєпіна, Пускепаліс надавав фінансову допомогу ДНР.
Незважаючи на неодноразові пропозиції зніматися у фільмах західного виробництва, принципово відмовлявся незалежно від розміру гонорару, мотивуючи свою позицію неприйнятним, з його точки зору, зображенням росіян у кінематографі західних країн.
В 2022 році підтримав вторгнення Росії в Україну.

## Творчість

### Театральні роботи

#### Актор
Саратовський театр юного глядача імені Ю. П. Кисельова
- «Одруження Белугіна» Олександр Островський — Белугін
- «Ці вільні метелики» Леонарда Герша. Режисер: Юрій Кисельов — Дональд Бейкер

#### Режисер
Самарський театр «Понеділок»
- 2000 — «Їду» Олексія Слаповського
- 2001 — «Козячий острів» Угго Бетті
- 2002 — «Тихий ангел» О. Слаповського

Дипломна робота в РАТІ-ГІТІС
- 2001 — «Двадцять сім» Олексія Слаповського
- 2002 — «Минулого літа в Чулимську» Олександра Вампілова

Саратовський театр юного глядача імені Ю. П. Кисельова
- «Різдво в будинку Куп'єлло» Едуардо Де Філіппо[28]
- 1999 — «Життя прекрасне» за оповіданнями Антона Чехова[29]
- 2000 — «Хунема». Сцени-етюди
- 2015 — «Пригоди Солнишкіна» п'єса Олексія Слаповського (за мотивами повісті Віталія Коржикова «Веселе мореплавання Солнишкіна»)

Московський театр «Майстерня Петра Фоменка»
- «Єгипетські ночі» за творами Олександра Пушкіна та Володимира Брюсова (асистент Петро Фоменко)

Камчатський театр драми і комедії (Петропавловськ-Камчатський)
- 2002 — «Життя прекрасне» за оповіданнями Антона Чехова

Національний молодіжний театр Республіки Башкортостан імені Мустая Каріма (Уфа)
- 2005 — «Клінч» Олексія Слаповського

Челябінський державний академічний театр драми імені Наума Орлова
- 2004 — «ОБЕЖ» Б. Нушича

Омський державний драматичний «П'ятий театр»
- 2007 — «Від червоного щура до зеленої зірки» Олексія Слаповського

Магнітогорський драматичний театр імені О. С. Пушкіна
- 2003 — «Козячий острів» У. Бетті
- 2003 — «Таксі. Швидкість. Дві дружини…» Р. Куні
- 2004 — «Блін-2» Олексія Слаповського
- 2006 — «Любов до ближнього» Леоніда Андрєєва
- 2006 — «Виконавець бажань» Андрія Курейчика
- 2007 — «Блін 2» О. Слаповського
- 2007 — «Сирена і Вікторія» О. Галина
- 2007 — «Одруження Фігаро» П'єра Бомарше
- 2007 — «Володя» А. Чехова

Московський театр-студія під керівництвом Олега Табакова
- 2007 — «Одруження Белугіна» Олександра Островського, М. Соловйова
- 2019 — «Російська війна Пектораліса» Миколи Лескова

Російський театр драми імені Ф. Волкова (Ярославль)
- 2009 — «З коханими не розлучайтеся» Олександра Володіна[30]
- 2010 — «Три сестри»

Московський драматичний театр «Современник»
- 2009 — «Бог різанини» Ясміна Реза[31]

### Фільмографія

#### Актор
- 2003 — Прогулянка — учасник аварії
- 2006 — Прості речі — Сергій Маслов, лікар-анестезіолог у пітерській лікарні
- 2009 — Скоро весна — Павло Миколайович
- 2010 — Аптекар — Михайло Никифорович Стрельцов, Аптекар
- 2010 — Як я провів цього літа — Сергій Віталійович Гулибін, начальник полярної метеостанції
- 2010 — Спроба Віри — Сергій Ніколаєв
- 2010 — Грізний час — Андрій Курбський
- 2011 — Сибір. Монамур — Владислав Миколайович, підполковник
- 2011 — Мій хлопець-ангел — Сан Санич, вулканолог, батько Олександри
- 2011 — Захист свідків — Андрій Іванович Мешечко, майор, заступник начальника відділу з оперативної роботи
- 2011 — І не було краще брата — Джаліл
- 2012 — Життя і доля — Іван Іванович Греков, капітан-артилерист
- 2012 — Нікуди поспішати (новела «інець чергування») — інспектор
- 2012 — Розвод — Михайло, полковник РВВС
- 2012 — Написано Сергієм Довлатовим — озвучування, текст від першої особи
- 2013 — Метро — Андрій Гарін, лікар-хірург районної лікарні
- 2013 — Крик сови — Іван Олександрович Мітін, капітан держбезпеки
- 2013 — Люби мене / Sev beni — Олександр
- 2013 — Вісімка — командир ОМОНу
- 2013 — Нове життя — Іванов Ігор Валерійович
- 2014 — Чорне море / Black Sea (Велика Британія) — Зайців
- 2014 — Хресний — Ілля Борисович Альохін, лікар, акушер-гінеколог
- 2014 — 9 днів і один ранок — Іван Веніамінович, мер міста
- 2015 — А у нас у дворі… — Володимир Сергійович Кальоний, відставний поліцейський, колишній слідчий з особливо важливих справ
- 2015 — Битва за Севастополь — командир
- 2016 — Криголам — Валентин Григорович Севченко, новий капітан криголама «Михайло Громов»
- 2016 — Софія — Казимир IV, великий князь Литовський
- 2017 — Лікар Ганна — Андрій Олександрович Добровольський, генерал
- 2017 — Короп відморожений — Сергій Анісімов, патологоанатом
- 2017 — Великі гроші (Фальшивомонетники) — Павло Михайлович Потапов, експерт-криміналіст, капітан поліції
- 2017 — Ходіння по муках — генерал Романовський
- 2017 — Ялинки нові — Віктор Орлов, батько Єгора
- 2017 — Оперета капітана Крутова — Борис Сергійович Заболоцький, кінорежисер
- 2017 — Операція «Мухаббат» — Федір Миколайович Савельєв, генерал-лейтенант, військовий аналітик, радник Михайла Горбачова
- 2017 — Частка Всесвіту — Геннадій Геннадійович Яшин, російський космонавт, підполковник, командир екіпажу МКС
- 2017 — З дна вершини — травматолог-ортопед
- 2017 — Гайлер — дільничний
- 2018 — Золота Орда — Єремій, воєвода
- 2018 — Ідеаліст — Гліб Федоров
- 2018 — Жовте око тигра — Михайло Гаврилович Звягінцев, полковник КДБ СРСР, батько Сергія Звягінцева, чоловік Ганни Миколаївни Звягінцевої
- 2019 — Шифр — Костянтин Іванович Проскурін, майор (у 1-му сезоні), підполковник (у 2-му сезоні), слідчий МУРа
- 2019 — А у нас у дворі… 2 — Володимир Сергійович Кальоний, відставний поліцейський, колишній слідчий з особливо важливих справ
- 2019 — Серце Парми — Полюд
- 2019 — Холодні берега — Борис Вікторович Новинський
- 2019 — Одеський пароплав — Міша, брат Тані
- 2019 — Алекс Лютий — Єгор Романович Сухарєв, полковник, слідчий спецвідділу МВС СРСР по розшуку військових злочинців (у 1975 році), батько філолога Олени Сухарєвої
- 2020 — Тимчасовий зв'язок (короткометражний) — Іванов Вадим Миколайович
- 2020 — Журавель в небі — Ігор Бархатов, конструктор, коханець Римми Спаської
- 2020 — На вістрі — Гаврилов, тренер збірної Росії з фехтування на шаблях
- 2021 — Російські гірки — Лев Штерінгас
- 2022 — Марія. Врятувати Москву — комісар НКВС
- 2022 — Серце Парми — Полюд
- 2022 — 1941. Крила над Берліном — генерал-лейтенант Семен Жаворонков
- 2022 — Ідеаліст — Гліб Федоров
- 2022 — Через приціл — полковник Сергій Васильович Васильєв, начальник школи снайперів
- 2022 — Перший Оскар — Олександр Володимирович Громов

#### Режисер
- 2015 — Клінч

#### Озвучування мультфільмів
- 2006 — Снігуронька — Лель, пастух
- 2007 — Собача дверцята
- 2011 — Казка про ялинку
- 2013 — Смілива мама (альманах «Зелене яблуко») —  читає текст

## Визнання та нагороди
- 1999 — почесне звання «Заслужений артист Російської Федерації» — «за заслуги в галузі мистецтва»[7].
- 2007 — приз за найкращу чоловічу роль на кінофестивалі «Кінотавр» за роль у фільмі «Прості речі»[32]
- 2007 — премія «Ніка» у номінації «Відкриття року» за роль у фільмі «Прості речі»
- 2007 — премія кінознавців і кінокритиків «Білий слон» у номінації «Найкраща чоловіча роль» за роль у фільмі «Прості речі»
- 2007 — премія кінофестивалю «Меридіани Тихого» у номінації «Найкраща чоловіча роль» за роль у фільмі «Прості речі»
- 2007 — премія кінофестивалю в Карлових Варах у номінації «Найкраща чоловіча роль» за роль у фільмі «Прості речі»
- 2010 — «Срібний ведмідь» за найкращу чоловічу роль у фільмі «Як я провів цього літа» (разом з Григорієм Добригіним) на Берлінському кінофестивалі[33]
- 2013 — приз за найкращу чоловічу роль XIX російського кінофестивалю «Література і кіно» у Гатчині за роль у фільмі «І не було краще брата»[34]
- 2014 — приз Асоціації продюсерів кіно і телебачення у номінації «Найкращий актор телевізійного фільму / серіалу» (за роль Івана Мітіна в серіалі «Крик сови»).
- 2015 — приз за найкращу режисерську роботу («Клінч») на фестивалі «Амурська осінь» у Благовєщенську[35]
- 2016 — приз за найкращий дебют і приз преси на кінофестивалі «Віват кіно Росії!» у Санкт-Петербурзі (фільм лКінч")[36]
- 2018 — премія «Золотий орел» у номінації «Найкраща чоловіча роль на телебаченні» за 2017 рік за головну роль у телесеріалі «А у нас у дворі…».[37]

## Примітка
1. ↑  Deutsche Nationalbibliothek Record #143863517 // Gemeinsame Normdatei — 2012—2016.
2. ↑  Режиссер и актер Сергей Пускепалис погиб в ДТП — 2022.
3. ↑  https://www.dunavmost.com/novini/aktyorat-sergei-puskepalis-zagina-v-avtomobilna-katastrofa
4. ↑  CONOR.Sl
5. ↑  Денис Корсаков (1 березня 2013). Сергей Пускепалис: «Больше я не забиваю свою фамилию в поисковике». Мужской журнал «GQ». Архів оригіналу за 11 травня 2013. Процитовано 6 травня 2013. Пускепалис до сих пор носит нерусифицированное отчество Витауто … На самом деле отца звали Витаутас, с ударением на первом слоге
6. ↑  Сергей Виноградов (8 березня 2010). «В кино я остаюсь лазутчиком». — Триумфатор «Берлинале» Сергей Пускепалис о провинции, маске Бэтмена и своём старейшем в России театре. Журнал «Огонёк», № 9 от 8 марта 2010 года, стр. 44. // kommersant.ru. Процитовано 6 травня 2013. Правильнее произносить её с ударением на первый слог…{{cite web}}:  Обслуговування CS1: Сторінки з параметром url-status, але без параметра archive-url (посилання)
7. 1 2  Указ Президента Российской Федерации Б. Ельцина от 18 апреля 1999 года № 502 «О награждении государственными наградами Российской Федерации». Официальный сайт Президента Российской Федерации // kremlin.ru. Процитовано 6 травня 2013.{{cite web}}:  Обслуговування CS1: Сторінки з параметром url-status, але без параметра archive-url (посилання)
8. ↑  Пускепалис Сергей Витауто / Puskepalis Sergej Vitauto
9. ↑  Алмина Мурашкина (12 серпня 2017). Пускепалис в Крыму: о том, куда катится театр и противостоянии Учителя с Поклонской. WWW.CRIMEA.KP.RU. Процитовано 12 червня 2021.{{cite web}}:  Обслуговування CS1: Сторінки з параметром url-status, але без параметра archive-url (посилання)
10. ↑  Встреча с российским актёром Сергеем Пускепалисом прошла в Луганске. http://miaistok.su. 7 листопада 2016. Архів оригіналу за 10 травня 2021. Процитовано 12 червня 2021. {{cite web}}: Зовнішнє посилання в |publisher= (довідка)
11. ↑  Александра Зеркалева, Илья Жегулев (4 грудня 2018). Боевые товарищи с донбасскими корнями МХАТ имени Горького возглавили Бояков, Прилепин и Пускепалис. Что все это значит?. https://meduza.io. Процитовано 12 червня 2021. {{cite web}}: Зовнішнє посилання в |publisher= (довідка)Обслуговування CS1: Сторінки з параметром url-status, але без параметра archive-url (посилання)
12. ↑  Aleksejus Stefanovas Sputnik Lietuva. Aktorius Sergejus Puskepalis: vaikystę praleidau Lietuvoje. Sputnik Lithuanian (амер.). Процитовано 2 березня 2021.{{cite web}}:  Обслуговування CS1: Сторінки з параметром url-status, але без параметра archive-url (посилання)
13. 1 2 3 4 5 6 7  Василий Зимин (22 квітня 2010). Сергей Витауто Пускепалис. Биография. Сайт «Культура Саратова» // saratov-kultura.ru. Процитовано 6 травня 2013.{{cite web}}:  Обслуговування CS1: Сторінки з параметром url-status, але без параметра archive-url (посилання)
14. ↑  Алёна Афанасьева (8 квітня 2010). Сергей Пускепалис: «Я пережил в Саратове лихие 90-е!». Газета «Комсомольская правда» в Саратове. Архів оригіналу за 11 травня 2013. Процитовано 6 травня 2013.
15. ↑  Режиссёры. Текущие спектакли. Пускепалис Сергей Витауто. Биография, постановки в театре. Официальный сайт Саратовского театра юного зрителя имени Ю. П. Киселёва (ТЮЗа) // tuz-saratov.ru
16. ↑  Волковский театр: Новости. 28 июня 2009 года. Архів оригіналу за 7 липня 2009. Процитовано 30 червня 2009.
17. ↑  Тамара Шарова (18 лютого 2011). Сергей Пускепалис: «Разгильдяйству, которое мы пытались пресечь в Волковском театре, всё равно не будет ходу». Газета «Аргументы и факты» (Ярославль) // yar.aif.ru. Процитовано 6 травня 2013.{{cite web}}:  Обслуговування CS1: Сторінки з параметром url-status, але без параметра archive-url (посилання)
18. ↑  Ольга Галицкая. Сергей Пускепалис представил свой режиссёрский дебют «Клинч». — «Российская газета» (rg.ru). — 2015. — 17 серпня.
19. ↑  Новый худрук МХАТа Эдуард Бояков: «После Крыма патриотом быть легче» РИА-Новости, 04.12.2018
20. 1 2  Александра Зеркалева, Илья Жегулев. Боевые товарищи с донбасскими корнями МХАТ имени Горького возглавили Бояков, Прилепин и Пускепалис. Что все это значит? Meduza, 04.12.2018
21. ↑  Сергей Пускепалис избран заместителем главы новой партии «За правду». ЯРНОВОСТИ. 2 лютого 2020. Архів оригіналу за 12 червня 2021. Процитовано 17 березня 2021.
22. ↑  Председателем обновленной «Справедливой России» избран Сергей Миронов. Ярновости. 21 лютого 2021. Архів оригіналу за 22 лютого 2021. Процитовано 17 березня 2021.
23. ↑  Пускепалис Сергей Витауто — СПРАВЕДЛИВАЯ РОССИЯ — ПАТРИОТЫ — ЗА ПРАВДУ
24. ↑  Погиб актёр и режиссёр Сергей Пускепалис. www.kommersant.ru (рос.). 20 вересня 2022. Процитовано 20 вересня 2022.
25. ↑  Режиссёр и актёр Сергей Пускепалис: «Работать можно и в Москве, но жить надо с видом на горы».// inedelya.ru [Архівовано 12 червня 2021 у Wayback Machine.]
26. ↑  «Не уважают русских»: Пускепалис объяснил, почему не снимается на Западе. РИА «Новости», 17 мая 2019
27. ↑  Худрук Волковского театра поддержал российскую армию. yar.mk.ru. 11 марта 2022. Архів оригіналу за 16 березня 2022. Процитовано 30 березня 2022.
28. ↑  Дмитрий Львов (9 вересня 2000). Грех режиссуры. Газета «Волжская коммуна» // ponedelnik.ru. Архів оригіналу за 29 серпня 2014. Процитовано 6 травня 2013.
29. ↑  Пресс-релиз. 4 октября в ТЮЗе Киселева открытие нового 91-го театрального сезона!. Официальный сайт Саратовского театра юного зрителя имени Ю. П. Киселёва (ТЮЗа) // tuz-saratov.ru. Архів оригіналу за 4 березня 2016. Процитовано 6 травня 2013.
30. ↑  Маргарита Ваняшова (14 лютого 2009). «Наука расставания» в спектакле Сергея Пускепалиса. Сайт «Культурная эволюция» // yarcenter.ru. Архів оригіналу за 6 лютого 2012. Процитовано 6 травня 2013.
31. ↑  Светлана Полякова (15 травня 2009). Сергей Пускепалис: «Мне просто радостно приходить в этот театр». «Time Out» в России (Москва) // timeout.ru. Архів оригіналу за 11 травня 2013. Процитовано 6 травня 2013.
32. ↑  Куда деваться людям. Панорама «Кинотавра». Русская служба радио «Свобода» (США) // svoboda.org. 15 червня 2007. Архів оригіналу за 11 травня 2013. Процитовано 6 травня 2013.
33. ↑  Татьяна Фирсова (20 лютого 2010). Российские актёры получили «Серебряного медведя» в Берлине. «РИА Новости» // ria.ru. Архів оригіналу за 11 травня 2013. Процитовано 6 травня 2013.
34. ↑  Кинофестиваль «Литература и кино» // «СК-Новости» (unikino.ru). — . — № 4 (306). — С. 13. [недоступне посилання]
35. ↑  «Амурская осень — 2015»: итоги. // teleport2001.ru. 21 вересня 2015. Архів оригіналу за 25 вересня 2015. Процитовано 25 вересня 2015.
36. ↑  Фильм «Инсайт» Александра Котта удостоен Гран-при XXIV Фестиваля «Виват кино России!» (рос.). Информационное агентство России «ТАСС» // tass.ru. 19 травня 2016. Процитовано 22 травня 2016.
37. ↑  Первыми лауреатами кинопремии «Золотой орёл» стали Елизавета Боярская и Сергей Пускепалис. Информационное агентство России «ТАСС» // tass.ru (26 января 2018 года)